# نادی‌ایوان
نادْیْ‌ایوان (به مجاری:  Nagyiván) یک منطقهٔ مسکونی در مجارستان است که در ناحیه تیسافورد واقع شده‌است. نادی‌ایوان ۴۳٫۱۶ کیلومتر مربع مساحت و ۱٬۱۷۵ نفر جمعیت دارد.